# Gregory Peck Award
Gregory Peck Award for Cinematic Excellence – nagroda filmowa przyznawana na San Diego International Film Festival (SDIFF) w celu uhonorowania osiągnięć zawodowych aktora, producenta lub reżysera filmowego. Została nazwana na cześć Gregory’ego Pecka przy wsparciu jego rodziny.
Nagroda powstała w 2008 w ramach Dingle International Film Festival (DIFF), przy wsparciu i udziale rodziny Pecka, która wybrała An Daingean, ponieważ są to rodzinne strony prababki aktora, Catherine Ashe, pochodzącej z Annascaul na półwyspie Dingle. Jej pierwotna nazwa brzmiała Gregory Peck Excellence in the Art of Film Award.
W 2014 rodzina Pecka zaczęła wręczać nagrodę w ramach festiwalu w San Diego (SDIFF), gdzie aktor się urodził, wychował i był jednym ze współzałożycieli La Jolla Playhouse. Ponieważ DIFF został zmuszony do zamknięcia z powodów finansowych w 2019, obecnie wręczana jest wyłącznie na SDIFF. Uchodzi za najbardziej prestiżową w ramach wspomnianego festiwalu i stanowi główną atrakcję wydarzenia Night of the Stars, organizowanego przez magazyn „Variety”.
Laureaci uhonorowani w ramach DIFF otrzymywali nagrodę opartą na filarze Aglish, a jej projektantem był irlandzki jubiler Brian de Staic.

## Laureaci
| Rok  | Zdjęcie              | Imię i nazwisko      | Miejsce ceremonii                                | Informacje | Źr     |
| ---- | -------------------- | -------------------- | ------------------------------------------------ | --- | ------ |
| 2008 | Gabriel Byrne        | Gabriel Byrne        | An Daingean                                      | | [ 6 ]  |
| 2009 | Jim Sheridan         | Jim Sheridan         | The Phoenix Cinema (An Daingean)                 | | [ 7 ]  |
| 2010 | Stephen Frears       | Stephen Frears       | The Phoenix Cinema (An Daingean)                 | | [ 8 ]  |
| 2011 | Jean-Jacques Beineix | Jean-Jacques Beineix | The Phoenix Cinema (An Daingean)                 | | [ 9 ]  |
| 2014 | Laura Dern           | Laura Dern           | The Blasket Centre (Dunquin)                     | | [ 10 ] |
| 2014 | Alan Arkin           | Alan Arkin           | Museum of Contemporary Art San Diego (San Diego) | | [ 11 ] |
| 2016 | –                    | rodzina Pecka        | Santa Barbara                                    | Nagroda została ufundowana przez DIFF i Radę Miast Partnerskich Santa Barbara z okazji setnej rocznicy urodzin Gregory’ego Pecka | [ 12 ] |
| 2016 | Annette Bening       | Annette Bening       | Museum of Contemporary Art San Diego (San Diego) | | [ 13 ] |
| 2017 | Patrick Stewart      | Patrick Stewart      | Pendry Hotel (San Diego)                         | | [ 14 ] |
| 2018 | Keith Carradine      | Keith Carradine      | Pendry Hotel (San Diego)                         | | [ 15 ] |
| 2019 | –                    | Maurice Galway       | The Phoenix Cinema (An Daingean)                 | Wręczona założycielowi DIFF z okazji zamknięcia festiwalu                                                                        | [ 16 ] |
| 2019 | Laurence Fishburne   | Laurence Fishburne   | Pendry Hotel (San Diego)                         | | [ 17 ] |
| 2022 | Andy García          | Andy García          | Conrad Prebys Performing Arts Center (San Diego) | | [ 18 ] |
| 2024 | Penelope Ann Miller  | Penelope Ann Miller  | Conrad Prebys Performing Arts Center (San Diego) | | [ 19 ] |